# Lac de la Mouche
 (août 2019).
Si vous disposez d'ouvrages ou d'articles de référence ou si vous connaissez des sites web de qualité traitant du thème abordé ici, merci de compléter l'article en donnant les références utiles à sa vérifiabilité et en les liant à la section « Notes et références ».
Le lac de la Mouche appelé encore « lac de Saint-Ciergues » est l'un des quatre ouvrages d'alimentation du canal entre Champagne et Bourgogne géré par les Voies navigables de France.
C'est le plus petit des quatre lacs situés autour de Langres dans le pays des Quatre Lacs. Il se trouve en bordure des villages de Saint-Ciergues et Perrancey-les-Vieux-Moulins.
Il contient la Mouche et est relié au canal à la hauteur de Jorquenay.
Le barrage est constitué par une digue construite à la façon d'un viaduc.

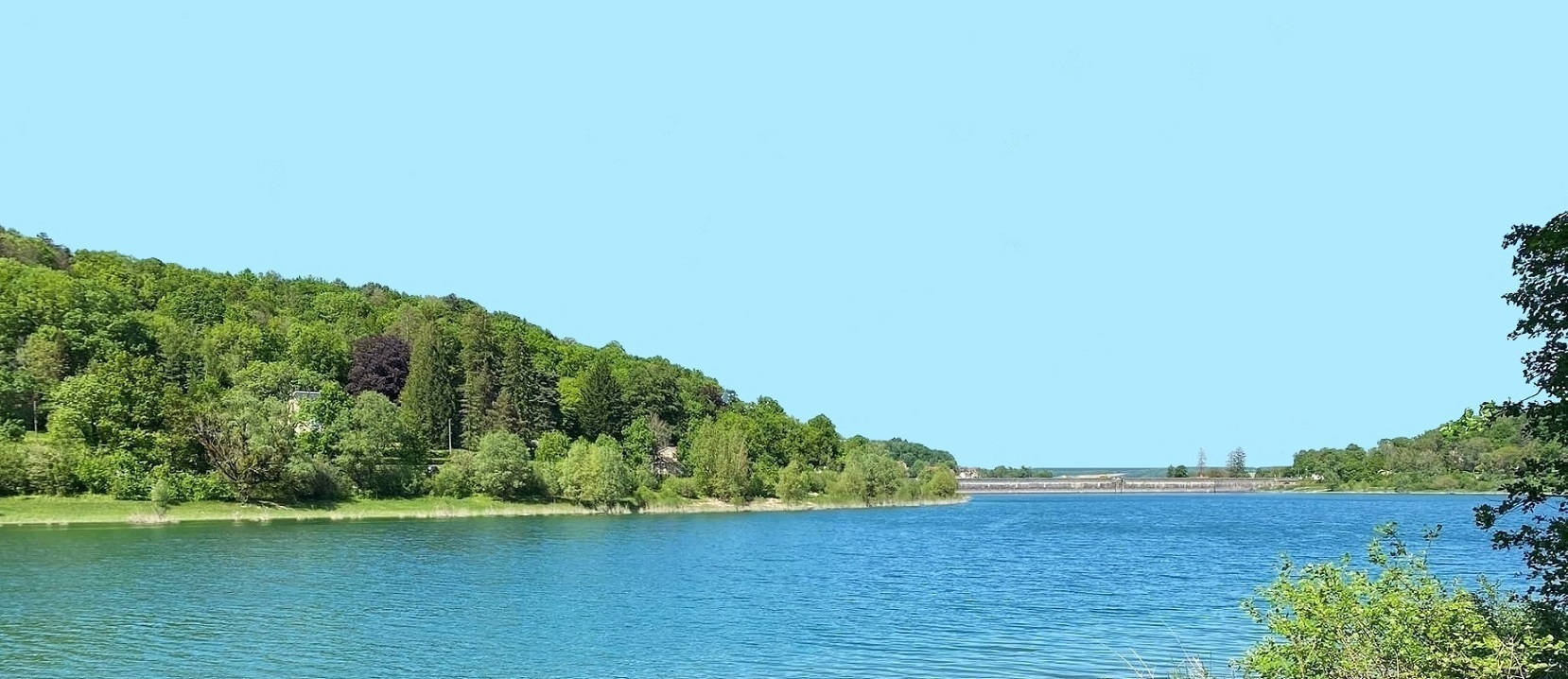
Le lac de la Mouche.

## Histoire
La construction du barrage a été commandée par le ministre des Travaux publics en 1880. Le jury d’expropriation se réunit à la mi-1881. Saint-Ciergues perd un tiers de ses terres et Perrancey un quart. Les propriétaires refusent dans un premier temps ce qui ralentit la négociation : la construction du réservoir causerait la perte d'une papeterie et de trois moulins. Le chantier commence donc avec du retard. D'autant plus qu'entre 1884 et 1886, les fondations et des glissements de terrain causés par de fortes pluies vont provoquer des lézardes dans les murs des maisons environnantes.
Les pierres nécessaires à la construction sont acheminées, de la carrière de la Fontaine au Bassin, à 4 km de là, par un petit train. La chaux, elle, est véhiculée par péniches jusqu’à Humes à 5 km du chantier.
Près de 215 ouvriers, en grande majorité des Italiens, sont employés pour la construction.
La mise en eau commence en 1890 soit 10 ans après la commande ministérielle, mais cela ne marque pas la fin des travaux. En effet, dans l’hiver très rigoureux qui suit, des fissures apparaissent, obligeant la construction supplémentaire d’une contre-digue. Le plan d’eau est donc vidé en 1905 pour construire cet ouvrage supplémentaire selon un procédé allemand. C’est un bloc composé de trois niveaux de galeries qui est accolé, côté eau, à l’ouvrage existant. En aval de l'ouvrage, une rigole, puis plus tard des tuyaux, conduisent l’eau pour approvisionner le canal de la Marne à la Saône.

## Caractéristiques
Le barrage de la Mouche est un barrage-poids.
- Longueur du barrage 410 m
- Hauteur du barrage 23 m
- Largeur de la partie supérieure 7,60 m
- Largeur maxi (base des fondations) 20 m
- Profondeur maxi d'eau 22 m
- Surface maximale en eau 97 ha
- Volume maximal en eau 8 500 000 m3